# Boxning vid olympiska sommarspelen 1988
Boxningen vid olympiska sommarspelen 1988 i Seoul innehöll 12 olika viktklasser och var endast öppen för herrar. Flest medaljer tog USA, och tvåa i medaljligan kom Sydkorea. 

## Medaljtabell
| Klass                       | Guld                                 | Silver                                | Brons                                    |
| Lätt flugvikt Detaljer...   | Ivailo Marinov · Bulgarien           | Michael Carbajal · USA                | Róbert Isaszegi · Ungern                 |
| Lätt flugvikt Detaljer...   | Ivailo Marinov · Bulgarien           | Michael Carbajal · USA                | Leopoldo Serrantes · Filippinerna        |
| Flugvikt Detaljer...        | Kim Kwang-Sun · Sydkorea             | Andreas Tews · Östtyskland            | Mario González · Mexiko                  |
| Flugvikt Detaljer...        | Kim Kwang-Sun · Sydkorea             | Andreas Tews · Östtyskland            | Timofej Skrjabin · Sovjetunionen         |
| Bantamvikt Detaljer...      | Kennedy McKinney · USA               | Aleksandar Hristov · Bulgarien        | Phajol Moolsan · Thailand                |
| Bantamvikt Detaljer...      | Kennedy McKinney · USA               | Aleksandar Hristov · Bulgarien        | Jorge Julio Rocha · Colombia             |
| Fjädervikt Detaljer...      | Giovanni Parisi · Italien            | Daniel Dumitrescu · Rumänien          | Abdelhak Achik · Marocko                 |
| Fjädervikt Detaljer...      | Giovanni Parisi · Italien            | Daniel Dumitrescu · Rumänien          | Lee Jae-Hyuk · Sydkorea                  |
| Lättvikt Detaljer...        | Andreas Zülow · Östtyskland          | George Cramne · Sverige               | Romallis Ellis · USA                     |
| Lättvikt Detaljer...        | Andreas Zülow · Östtyskland          | George Cramne · Sverige               | Nergüin Enkhbat · Mongoliet              |
| Lätt weltervikt Detaljer... | Vjatjeslav Janovskij · Sovjetunionen | Grahame Cheney · Australien           | Reiner Gies · Västtyskland               |
| Lätt weltervikt Detaljer... | Vjatjeslav Janovskij · Sovjetunionen | Grahame Cheney · Australien           | Lars Myrberg · Sverige                   |
| Weltervikt Detaljer...      | Robert Wangila · Kenya               | Laurent Boudouani · Frankrike         | Jan Dydak · Polen                        |
| Weltervikt Detaljer...      | Robert Wangila · Kenya               | Laurent Boudouani · Frankrike         | Kenneth Gould · USA                      |
| Lätt mellanvikt Detaljer... | Park Si-Hun · Sydkorea               | Roy Jones Jr. · USA                   | Ray Downey · Kanada                      |
| Lätt mellanvikt Detaljer... | Park Si-Hun · Sydkorea               | Roy Jones Jr. · USA                   | Richie Woodhall · Storbritannien         |
| Mellanvikt Detaljer...      | Henry Maske · Östtyskland            | Egerton Marcus · Kanada               | Chris Sande · Kenya                      |
| Mellanvikt Detaljer...      | Henry Maske · Östtyskland            | Egerton Marcus · Kanada               | Hussain Shah Syed · Pakistan             |
| Lätt tungvikt Detaljer...   | Andrew Maynard · USA                 | Nurmagomed Sjanavazov · Sovjetunionen | Henryk Petrich · Polen                   |
| Lätt tungvikt Detaljer...   | Andrew Maynard · USA                 | Nurmagomed Sjanavazov · Sovjetunionen | Damir Škaro · Jugoslavien                |
| Tungvikt Detaljer...        | Ray Mercer · USA                     | Baik Hyun-Man · Sydkorea              | Andrzej Gołota · Polen                   |
| Tungvikt Detaljer...        | Ray Mercer · USA                     | Baik Hyun-Man · Sydkorea              | Arnold Vanderlyde · Nederländerna        |
| Supertungtvikt Detaljer...  | Lennox Lewis · Kanada                | Riddick Bowe · USA                    | Janusz Zarenkiewicz · Polen              |
| Supertungtvikt Detaljer...  | Lennox Lewis · Kanada                | Riddick Bowe · USA                    | Aleksandr Mirosjnitjenko · Sovjetunionen |

## Medaljfördelning
| Medaljfördelning |                |      |        |       |        |
| Placering        | Nation         | Guld | Silver | Brons | Totalt |
| 1                | USA            | 3    | 3      | 2     | 8      |
| 2                | Sydkorea       | 2    | 1      | 1     | 4      |
| 3                | Östtyskland    | 2    | 1      | 0     | 3      |
| 4                | Sovjetunionen  | 2    | 0      | 2     | 4      |
| 5                | Kanada         | 1    | 2      | 1     | 4      |
| 6                | Bulgarien      | 1    | 1      | 0     | 2      |
| 7                | Kenya          | 1    | 0      | 1     | 2      |
| 8                | Italien        | 1    | 0      | 0     | 1      |
| 9                | Sverige        | 0    | 1      | 1     | 2      |
| 10               | Australien     | 0    | 1      | 0     | 1      |
| 10               | Rumänien       | 0    | 1      | 0     | 1      |
| 10               | Frankrike      | 0    | 1      | 0     | 1      |
| 13               | Polen          | 0    | 0      | 4     | 4      |
| 14               | Marocko        | 0    | 0      | 1     | 1      |
| 14               | Mongoliet      | 0    | 0      | 1     | 1      |
| 14               | Västtyskland   | 0    | 0      | 1     | 1      |
| 14               | Storbritannien | 0    | 0      | 1     | 1      |
| 14               | Pakistan       | 0    | 0      | 1     | 1      |
| 14               | Jugoslavien    | 0    | 0      | 1     | 1      |
| 14               | Ungern         | 0    | 0      | 1     | 1      |
| 14               | Filippinerna   | 0    | 0      | 1     | 1      |
| 14               | Mexiko         | 0    | 0      | 1     | 1      |
| 14               | Thailand       | 0    | 0      | 1     | 1      |
| 14               | Colombia       | 0    | 0      | 1     | 1      |
| 14               | Nederländerna  | 0    | 0      | 1     | 1      |